# ヘームスケルク
ヘームスケルク （蘭: Heemskerk [ˈɦeːmsˌkɛrk] ( 音声ファイル)）は、オランダ北ホラント州にある基礎自治体 (ヘメーンテ)。